# Skala CCS
Skala CCS – czterostopniowa skala zaawansowania dławicy piersiowej opracowana przez Kanadyjskie Towarzystwo Kardiologiczne (Canadian Cardiovascular Society). Pozwala monitorować postęp choroby i wybrać właściwą ścieżkę leczenia chorego.
| Klasa CCS | Objawy kliniczne |
| --------- | --- |
| Klasa I   | Zwykła aktywność fizyczna (chodzenie po płaskim terenie, wchodzenie po schodach) nie wywołuje objawów dławicy. Bóle dławicowe występują jedynie podczas ciężkich, nagłych lub długo trwających wysiłków. |
| Klasa II  | Niewielkie ograniczenie aktywności. Bóle dławicowe występują: – przy szybszym chodzeniu po płaskim terenie lub szybszym wchodzeniu po schodach – przy pokonywaniu wzniesienia – przy chodzeniu po płaskim terenie lub wchodzeniu po schodach, przy co najmniej jednym z następujących warunków: po posiłku, gdy jest zimno, wieje wiatr, pod wpływem stresu emocjonalnego lub tylko do paru godzin po przebudzeniu – po przejściu >200 m po terenie płaskim i przy wchodzeniu po schodach na więcej niż jedno piętro zwykłym tempem i w normalnych warunkach. |
| Klasa III | Znaczne ograniczenie zwykłej aktywności fizycznej. Dławica występuje po przejściu 100–200 m po terenie płaskim lub przy wchodzeniu po schodach na jedno piętro w normalnym tempie i w zwykłych warunkach. |
| Klasa IV  | Dławicę powoduje każda aktywność. Może występować również w spoczynku. |